# Грб Шапца
Грб Шапца постоји у три нивоа.

## Основни грб
Блазон основног грба гласи: На плавом пољу из спуштене таласасте сребрне греде, издиже се сребрна тврђава са три кружне куле са кренелацијом и купастим златним крововима, свака са по три лучна прозора у низу отворена пољем. Испред средње куле, која је виша од бочних, налази се високи сребрни портал са лучном капијом и отвореним пољем, а између бочних кула и капије се види златни палисадни бедем са плетером. Од капије се преко дело поменуте таласасте греде пружа златни мост. У десном кантону је процветали сребрни крин златних прашника, а у стопи штита златни сноп жита увезан црвеном траком.

## Средњи грб
Блазон Средњег грба гласи: Основни грб је надвишен златном бедемском круном са четири видљива мерлона, и обухваћен са доње стране природним полувенцем пољских кринова увезених српском тробојком. У подножју је ружичаста трака исписана именом Шабац.

## Велики грб
Блазон Великог грба гласи: Основни грб је надвишен златном бедемском круном са четири видљива мерлона. Држачи су два пропета вранца златних копита, грива и репова, црвених језика, од којих леви придржава златом оковано гримизно копље златног врха са кога се у поље вије златним ресама опшивен стег Србије, а десни исто такво поље и са истим таквим ресама опшивени стег Шапца. Постамент Великог грба је травнато поље обрасло ливадским криновима, које се благо издиже у средишту да пружи ослонац штиту. У дну постамента је ружичаста трака исписана сребрним словима Шабац, а испод траке су одликовања којима је град током своје историје одликован, и то: у средини орден Карађорђеве звезде с мачевима 4. степена, десно од њега Француски Ратни крст 1914-1918, а лево Чехословачки Ратни крст 1914-1918 свако одликовање у прописној траци.